# Tretothorax cleitostoma
Tretothorax cleitostoma är en skalbaggsart som beskrevs av Lea 1911. Tretothorax cleitostoma ingår i släktet Tretothorax och familjen trädbasbaggar. Inga underarter finns listade i Catalogue of Life.